# MirrorBrain
MirrorBrain是一个基于Linux系统和Apache服务器的提供内容分发网络(CDN)功能的自由软件。由Peter Pöml于2006年开始开发并于2007年开发完成。是一个用C语言写成的Apache模块，此外还大量的使用了Python。除了其中三个Apache模块以GPL发布以外，MirrorBrain以Apache许可证发布。

## 应用
MirrorBrain被openSUSE项目率先使用，目前的使用者或组织包括 OpenOffice.org
，LibreOffice
，Sugar Labs，自由软件基金会
， XBMC Media Center 和 ArchServer 。MirrorBrain 被用以分发他们的下载，此外SourceForge也使用修改过的MirrorBrain (mod_asn)作为自己的CDN系统。

## 技术
MirrorBrain具有模块化的设计，其设计重点包括路由服务器（一个称为mod_mirrorbrain的Apache模块），智能网络技术，有能力通过网域名称转址或者Metalink选择临近的HTTP或FTP服务器镜像。
其主要选择依据是下载者的IP地理位置和与镜像间的距离，并能够在镜像间平衡负载。